# Burni Tui
Burni Tui är ett berg i Indonesien.   Det ligger i provinsen Aceh, i den västra delen av landet, 1 600 km nordväst om huvudstaden Jakarta. Toppen på Burni Tui är 1 030 meter över havet, eller 447 meter över den omgivande terrängen. Bredden vid basen är 4,7 km.
Terrängen runt Burni Tui är varierad.Runt Burni Tui är det mycket glesbefolkat, med 3 invånare per kvadratkilometer. I omgivningarna runt Burni Tui växer i huvudsak städsegrön lövskog.